# Wilberto Cosme
Wilberto Cosme Mosquera (ur. 22 lipca 1984 w Padilli) – kolumbijski piłkarz występujący na pozycji napastnika.

## Kariera klubowa
Cosme rozpoczynał swoją karierę w wieku dwudziestu jeden lat w skromnym stołecznym klubie Bogotá FC, występującym w drugiej lidze kolumbijskiej. Od razu został największą gwiazdą zespołu, strzelając siedemnaście bramek w sezonie i po upływie roku na zasadzie wypożyczenia przeniósł się do pierwszoligowego Realu Cartagena. W Categoría Primera A zadebiutował 19 lutego 2006 w przegranym 1:2 spotkaniu z Américą de Cali, zaś premierowego gola w najwyższej klasie rozgrywkowej strzelił 30 kwietnia tego samego roku w wygranej 1:0 konfrontacji z Atlético Bucaramanga. Po upływie sześciu miesięcy powrócił do drugoligowej Bogoty, gdzie spędził kolejne dwa lata, a następnie, w lipcu 2008, ponownie wrócił do pierwszej ligi, tym razem udając się na wypożyczenie do ekipy Atlético Huila z siedzibą w mieście Neiva. Tam występował przez pół roku jako rezerwowy, nie odnosząc większych sukcesów, a na początku 2010 roku został wypożyczony do drużyny América de Cali, gdzie również grał przez sześć miesięcy z podobnym skutkiem.
Barwy swojego macierzystego Bogotá FC Cosme reprezentował ogółem przez cztery lata, wyłącznie w drugiej lidze, będąc uznawanym za najwybitniejszego zawodnika w dziejach zespołu – z 70 golami jest najlepszym strzelcem w historii klubu, z 131 spotkaniami zajmuje także drugie miejsce w klasyfikacji graczy z największą liczbą występów. W styczniu 2011 na stałe przeniósł się do pierwszej ligi, podpisując umowę z inną ekipą ze stołecznej Bogoty, CD La Equidad. Tam w wiosennym sezonie Apertura 2011, będąc jednym z ważniejszych graczy ekipy, zdobył tytuł wicemistrza kraju, a po upływie roku został zawodnikiem kolejnego klubu ze stolicy, Millonarios FC. Tam od razu wywalczył sobie pewne miejsce w wyjściowej jedenastce i podczas jesiennych rozgrywek Finalización 2012 wywalczył z drużyną prowadzoną przez szkoleniowca Hernána Torresa pierwsze w swojej karierze mistrzostwo Kolumbii.
Wiosną 2013 Cosme za sumę 1,3 miliona dolarów przeszedł do meksykańskiego Querétaro FC, w którego barwach 5 stycznia 2013 w zremisowanym 2:2 meczu z Leónem zadebiutował w tamtejszej Liga MX. Z miejsca został podstawowym graczem ekipy i pierwszą bramkę w lidze meksykańskiej strzelił 2 marca tego samego roku w wygranym 1:0 pojedynku z Monterrey. Po roku spędzonym w Querétaro na zasadzie wypożyczenia przeniósł się do drużyny Chiapas FC z siedzibą w mieście Tuxtla Gutiérrez, gdzie występował przez sześć miesięcy bez większych sukcesów, po czym został wypożyczony po raz kolejny, tym razem do klubu Puebla FC. Tam w jesiennym sezonie Apertura 2014 dotarł do finału krajowego pucharu – Copa MX.
| Sezon     | Klub           | Kraj     | Rozgrywki     | Mecze | Bramki |
| --------- | -------------- | -------- | ------------- | ----- | ------ |
| 2005      | Bogotá FC      | Kolumbia | Torneo Águila |       | 17     |
| 2006      | Real Cartagena | Kolumbia | Liga Águila   | 12    | 1      |
| 2006      | Bogotá FC      | Kolumbia | Torneo Águila |       |        |
| 2007      | Bogotá FC      | Kolumbia | Torneo Águila |       |        |
| 2008      | Bogotá FC      | Kolumbia | Torneo Águila | 16    | 8      |
| 2008      | Atlético Huila | Kolumbia | Liga Águila   | 3     | 0      |
| 2009      | Bogotá FC      | Kolumbia | Torneo Águila |       |        |
| 2010      | América Cali   | Kolumbia | Liga Águila   | 8     | 0      |
| 2010      | Bogotá FC      | Kolumbia | Torneo Águila |       |        |
| 2011      | CD La Equidad  | Kolumbia | Liga Águila   | 30    | 5      |
| 2012      | Millonarios FC | Kolumbia | Liga Águila   | 33    | 10     |
| 2012/2013 | Querétaro FC   | Meksyk   | Liga MX       | 15    | 5      |
| 2013/2014 | Querétaro FC   | Meksyk   | Liga MX       | 14    | 6      |
| 2013/2014 | Chiapas FC     | Meksyk   | Liga MX       | 13    | 4      |
| 2014/2015 | Puebla FC      | Meksyk   | Liga MX       |       |        |